# Biedronka
Biedronka（ビエドロンカ）は、Raizo.W(ライゾー・ダブリュー)による音楽ソロユニットである。所属レーベルはキングレコード、所属事務所はビーシャープ。

## 略歴
2012年、シンガーソングライターであるRaizo.W(ライゾー・ダブリュー)のソロプロジェクトとして活動開始。
名称であるBiedronka（ビエドロンカ）は、ポーランド語でてんとう虫の意味。「ビエドロ」と略して呼ばれることもある。
幼少時、母親がてんとう虫型をしたおもちゃの音楽プレーヤーで曲を流してくれたことが音楽の原体験となり、名前の由来となった。
2012年11月、キングレコードよりマキシシングル「Astronauts」にてデビュー。ジャケット写真やPVなどでも本人の顔は登場することはなく、
確認できるのはライブか数枚の宣材写真のみとなっている。

## 特徴
本人の弾くピアノにエレクトロな音色を融合させた楽曲が特徴。
変拍子同士を組み合わせてみたり、構成を風変わりなものにするなど、実験的な部分もあわせ持つ。また無類の宇宙好きであることから、ファーストシングルの表題曲は「Astronauts」(読みは、アストロノーツ。宇宙飛行士の意)となり、カップリングの楽曲も「流れ星」となった。

## ディスコグラフィ
シングル
| 発売日        | タイトル   | 規格No.   | 収録曲              |
| ------------- | ---------- | --------- | ------------------- |
| 2012年11月7日 | Astronauts | KICB-2522 | Astronauts / 流れ星 |

## ライブ
原宿ASTRO HALL「Biedronka meets ASTRO HALL」(2012)